# 未熟もの
『未熟もの』は、中村中の9枚目のオリジナル・アルバム。2020年1月15日発売。テーマは『色んなひとが生きて、色んなとこが欠けている。』。

## 収録曲
| 全作詞・作曲: 中村中、全編曲: 中村中、石井マサユキ。 |                            |        |            |      |
| #                                                    | タイトル                   | 作詞   | 作曲・編曲 | 時間 |
| 1.                                                   | 「親と子」                 | 中村中 | 中村中     | 2:55 |
| 2.                                                   | 「ワル」                   | 中村中 | 中村中     | 4:09 |
| 3.                                                   | 「うれしい」               | 中村中 | 中村中     | 5:05 |
| 4.                                                   | 「曲がり角」               | 中村中 | 中村中     | 4:03 |
| 5.                                                   | 「予動」                   | 中村中 | 中村中     | 4:25 |
| 6.                                                   | 「インターホンを鳴らして」 | 中村中 | 中村中     | 4:19 |
| 7.                                                   | 「僕らは半人前」           | 中村中 | 中村中     | 3:04 |
| 8.                                                   | 「飲みに行こうよ」         | 中村中 | 中村中     | 5:46 |
| 9.                                                   | 「柔軟」                   | 中村中 | 中村中     | 4:37 |
| 10.                                                  | 「会いたいひと」           | 中村中 | 中村中     | 5:20 |
| 合計時間:                                            | 合計時間:                  | 43:43  |            |      |